# 2008 en combiné nordique
| Années du combiné nordique : 2005 - 2006 - 2007 - 2008 - 2009 - 2010 - 2011    |
| Décennies du combiné nordique : 1970 - 1980 - 1990 - 2000 - 2010 - 2020 - 2030 |

Cette page reprend les résultats de combiné nordique de l'année 2008.

## Coupe du monde
Le classement général de la Coupe du monde 2008 fut remporté par l'Allemand Ronny Ackermann devant le Norvégien Petter Tande et l'Américain Bill Demong.

### Coupe de la Forêt-noire
La coupe de la Forêt-noire 2008 fut remportée par le Norvégien Petter Tande.

### Festival de ski d'Holmenkollen
Le gundersen de l'édition 2008 du festival de ski d'Holmenkollen fut remportée par l'Autrichien Bernhard Gruber
devant son compatriote Christoph Bieler. L'Allemand Ronny Ackermann est troisième.
Le sprint vit la victoire du Norvégien Petter Tande. Il s'impose devant les Autrichiens Mario Stecher et Bernhard Gruber.

### Jeux du ski de Lahti
Le gundersen des Jeux du ski de Lahti 2008 fut remportée par le coureur norvégien Petter Tande devant les Allemands Eric Frenzel et Ronny Ackermann.
Le hurricane start fut annulé.

## Championnat du monde juniors
Le Championnat du monde juniors 2008 a eu lieu à Zakopane, en Pologne.
L'Italien Alessandro Pittin a remporté le gundersen individuel devant l'Autrichien Tomaz Druml ; le Finlandais Janne Ryynaenen termine troisième.
Lors du sprint, c'est Tomaz Druml qui l'emporte devant le Suisse Tommy Schmid. Alessandro Pittin est troisième.
Le relais est remporté par l'équipe d'Autriche, composée par Marco Pichlmayer, Johannes Weiss, Tomaz Druml et Alfred Rainer. L'équipe d'Allemagne (Sebastian Reuschel, Stefan Tuss, Ruben Welde ainsi qu'Eric Frenzel) est deuxième devant l'équipe de Norvège (Magnus Krog, Ole Martin Storlien, Glenn Arne Solli & Peder Sandell).

## Coupe du monde B & Coupe continentale

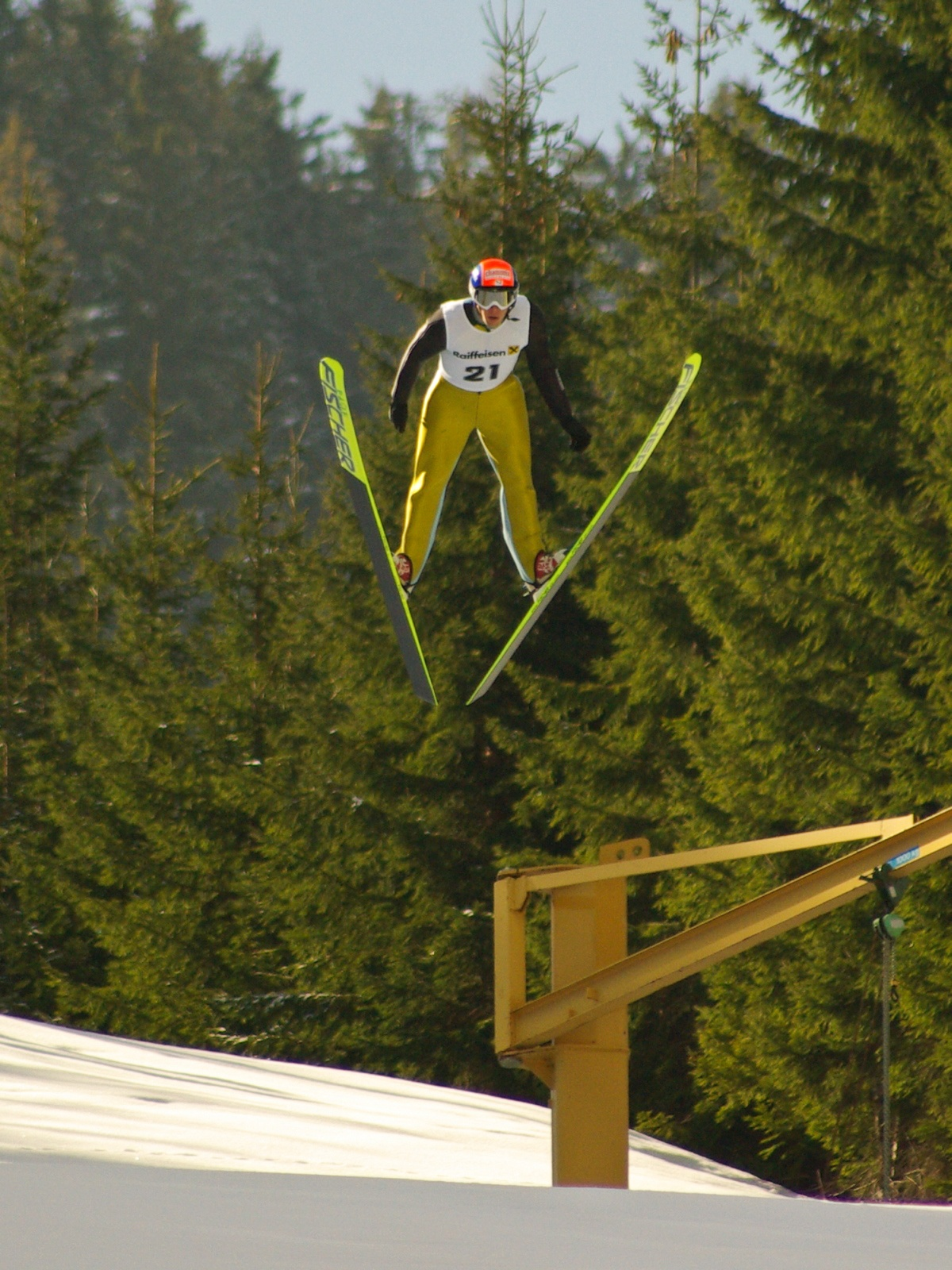
Florian Pinel à Eisenerz, lors de la dernière édition de la Coupe du monde B.

L'ultime Coupe du monde B a été remportée par l'Autrichien Marco Pichlmayer devant l'Allemand Mark Schlott et le Norvégien Magnus Krog.
Cette compétition a recommencé le 13 décembre sous sa nouvelle appellation de Coupe continentale.

## Grand Prix d'été
Le Grand Prix d'été 2008 a été remporté par le coureur autrichien Mario Stecher. Il s'impose devant le Finlandais Anssi Koivuranta tandis que le Suisse Ronny Heer est troisième.

## Coupe OPA
Le jeune Autrichien Dominik Dier remporte la coupe OPA 2008.